# C19orf48
C19orf48 (англ. Chromosome 19 open reading frame 48) – білок, який кодується однойменним геном, розташованим у людей на довгому плечі 19-ї хромосоми. Довжина поліпептидного ланцюга білка становить 117 амінокислот, а молекулярна маса — 13 085.
| 10         |  | 20         |  | 30         |  | 40         |  | 50         |
| ---------- |  | ---------- |  | ---------- |  | ---------- |  | ---------- |
| MTVLEAVLEI |  | QAITGSRLLS |  | MVPGPARPPG |  | SCWDPTQCTR |  | TWLLSHTPRR |
| RWISGLPRAS |  | CRLGEEPPPL |  | PYCDQAYGEE |  | LSIRHRETWA |  | WLSRTDTAWP |
| GAPGVKQARI |  | LGELLLV    |  |            |  |            |  |            |

A: Аланін

C: Цистеїн

D: Аспарагінова кислота

E: Глутамінова кислота

G: Гліцин

H: Гістидин

I: Ізолейцин

K: Лізин

L: Лейцин

M: Метіонін

P: Пролін

Q: Глутамін

R: Аргінін

S: Серин

T: Треонін

V: Валін

W: Триптофан